# Bucó, Szetti, Tacsi és az ékszertolvajok
A Bucó, Szetti, Tacsi és az ékszertolvajok 1987-ben bemutatott magyar rajzfilm, amely Marosi László Bucó, Szetti, Tacsi című képregénysorozat első kötete alapján készült. Az animációs játékfilm rendezője és írója Haui József, producere Mikulás Ferenc, zeneszerzője Kemény Gábor. A mozifilm a Pannónia Filmstúdió, a Kecskeméti Film és a Táltos gyártásában készült.

## Rövid tartalom
A Főnök, Umbi, K.O. és Patkány ellopják a múzeumba érkező, drága ékszereket rejtő bőröndöt. Kinyitni azonban nem tudják, mert nem ismerik a táska nyitásához szükséges kódot. Bucó, Szetti és Tacsi elfogják őket.

## Alkotók
- Forgatókönyvíró, mozdulattervező és rendező: Haui József
- Zenéjét szerezte: Kemény Gábor
- Operatőr: Pethes Zsolt, Pugner Edit, Somos László
- Hangmérnök: Nyerges András Imre, Zsebényi Béla
- Vágó: Hap Magda
- Figuratervezők: Békési Sándor, Haui József
- Háttér: Antal Csilla, Herényi Mihály, Neuberger Gizella
- Rajzolták: Kovács Magdolna, Varga Márta
- Gyártásvezető: Vécsy Veronika
- Produkciós vezető: Mikulás Ferenc

- Kivitelezésben részt vett a Kecskemétfilm Kft. és a Táltos
- Készítette a Pannónia Filmstúdió, a Kecskeméti Film és a Táltos

## Szereplők
- Bucó: Gyabronka József
- Szetti: Horineczky Erika
- Tacsi: Harsányi Gábor
- Főnök: Benedek Miklós
- K.O.: Ujlaki Dénes
- Umbi: Usztics Mátyás
- Patkány: Halász László
- Könyvtárosnő: Czigány Judit
- Rendőrőrmester: Dobránszky Zoltán